# 萨拉切纳
萨拉切纳（義大利語：Saracena），是意大利科森扎省的一个市镇。总面积111.51平方公里，人口4116人，人口密度36.9人/平方公里（2009年）。ISTAT代码为078136。